# Porteiro

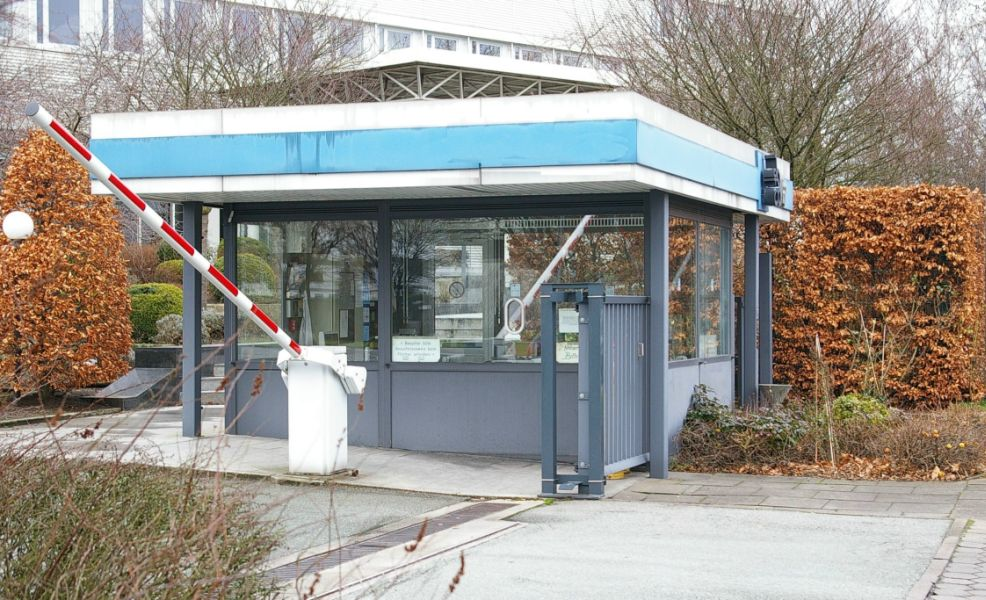
Local de trabalho de um porteiro.

Porteiro, também encarregado de portaria, é a designação da profissão onde o trabalhador deve ficar na entrada de um estabelecimento para proteger a entrada indevida de pessoas não-autorizadas. Este local é designado como portaria.
Em tempos da monarquia de Portugal no Brasil chegaram a existir despachos públicos dos reis para louvar esta função quando ao serviço da Casa Real. Mas, aí, eles e os chamados contadores também desempenhavam as funções de contabilistas da mesma casa régia.
Este profissional vigia dependências, áreas públicas e privadas, com a finalidade de prevenir, controlar e combater delitos como roubos, porte ilícito de armas e munições, e outras irregularidades. Estes trabalhadores zelam pela segurança das pessoas, do patrimônio e pelo cumprimento das leis e regulamentos; recepcionam e controlam a movimentação de pessoas em áreas de acesso livre e restrito; fiscalizam pessoas, cargas e patrimônio; escoltam pessoas e mercadorias. Controlam objetos e cargas, vigiam parques e reservas florestais, combatendo inclusive focos de incêndio. Comunicam-se via rádio ou telefone e prestam informações ao público e aos órgãos competentes.

## No mundo

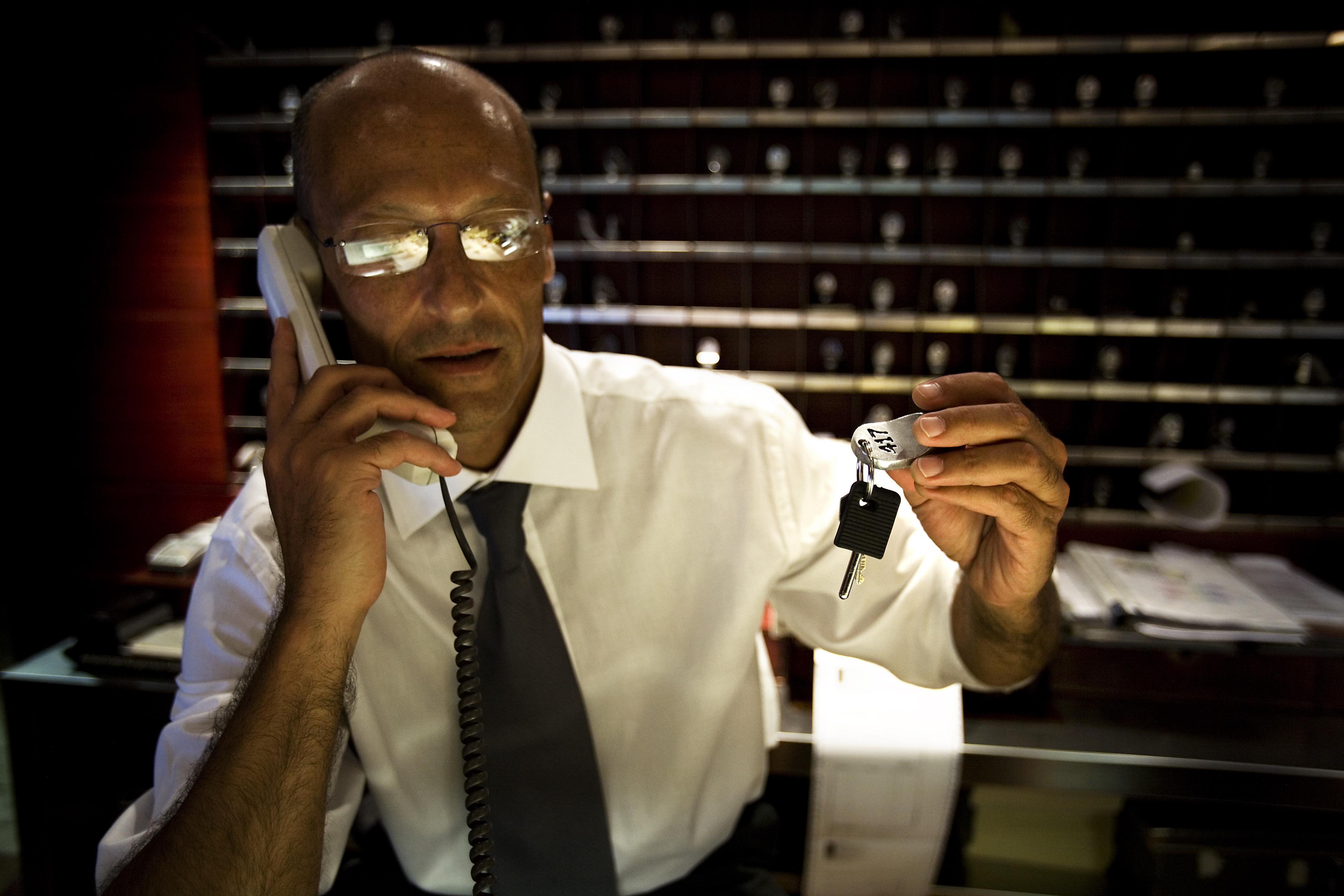
Um concierge de hotel entregando as chaves do quarto e falando ao telefone em Roma, Itália.

### Brasil
No ano de 2008, existiram no Brasil cerca de 414 mil pessoas exercendo a função de porteiro. O dia 9 de junho foi declarado o Dia do Porteiro. O porteiro pertence à classe 5174 (porteiros e vigias) na Classificação Brasileira de Ocupações.

### França
Na França é muito usado o termo concierge para designar uma pessoa responsável por uma casa, o que corresponderia antes ao zelador.  A designação também é usada para uma pessoa, encarregada de orientar os hóspedes de um hotel e também prestar informações sobre os mais variados aspectos da cidade que está sendo visitada pelos hóspedes. A função do concierge é justamente orientar os hóspedes para lhes proporcionar uma estada agradável e bem sucedida na cidade visitada.

### Portugal
Em Portugal, porteiro é uma profissão regulamentada.